# ارمنستان در ۲۰۱۹
لیست زیر رویدادهایی است که در طی سال ۲۰۱۹ (میلادی) در ارمنستان اتفاق افتاده‌است.

## صاحب منصبان
- رئیس‌جمهور: آرمن سارگسیان
- نخست‌وزیر: نیکول پاشینیان

## رویدادها

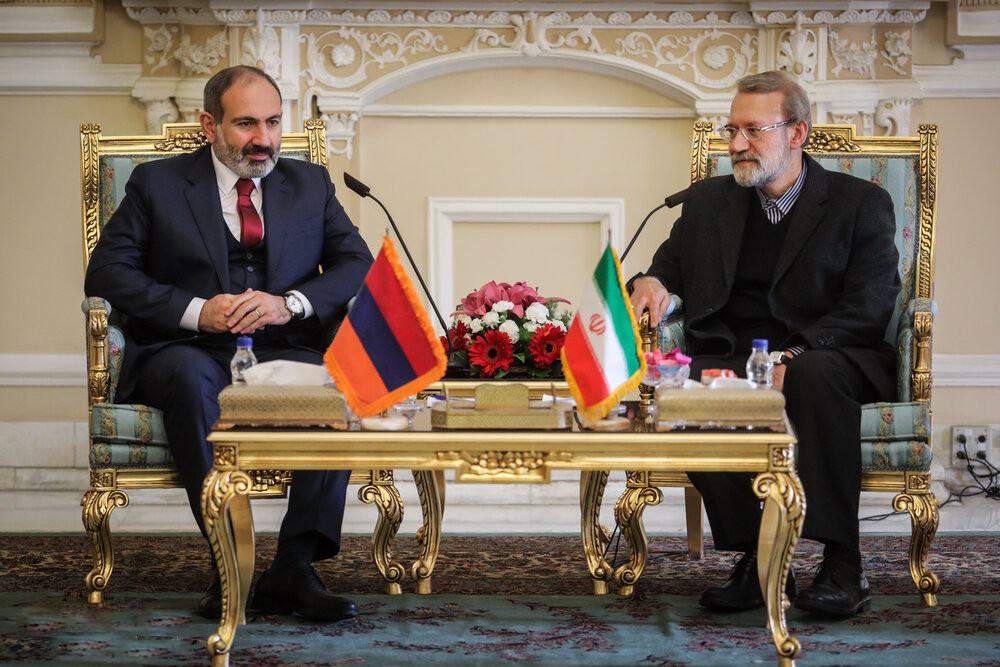

### فوریه
- ۲۷–۲۸ - سفر نیکول پاشینیان، نخست‌وزیر ارمنستان به ایران (۸ اسفند ۱۳۹۷)

### سپتامبر
- - سفر نیکول پاشینیان، نخست‌وزیر ارمنستان به ایالات متحده آمریکا
- - اجلاس سران اتحادیه اقتصادی اورآسیا

### اکتبر
- ۶–۹ - بیست و سومین کنگره جهانی فناوری اطلاعات در ایروان، پایتخت ارمنستان برگزار شد.[۱][۲]

## درگذشتگان
- میشل لوگران
- مارتیک مارتین
- لوئیز مانوکیان سیمون
- گاگیک هوونتس
- رودولف قوندیان
- لوون ماناساریان
- مسروب دوم موتافیان
- آرتو چاکماکچیان
- واروژان کاراپتیان
- سورن هاروتیونیان
- آدیس هارماندیان
- واهاگن دردریان
- لیلیت تریان
- آرمن کیراکوسیان
- شارل ژرار
- روبن توماسیان